# 阿哥 (清朝)
阿哥（转写：age，漢語拼音：à ge），又稱阿格，源自满语，原為满族的一種敬稱，通常用來稱呼年輕的貴族或富少等。在清兵入關後，是清朝皇子和蒙古王公世子的稱呼。

## 概論
阿哥是滿語中的傳統敬稱，字面意思為哥哥，如漢語的王子、少爷、公子等。
1635年（天聰9年）正月二十六日，皇太極發布上諭，凡清太祖後代，稱阿哥，其他六祖子弟，稱覺羅，皆為汗的宗室，皆用紅帶子。一般人不可直呼其名，應用阿哥，或覺羅來稱呼。阿哥成為皇室直系宗族的一種稱呼。
清兵入關後，攝政王多爾袞再度發布上諭，皇室直系宗族的稱呼改為宗室。阿哥也成為皇子的稱呼。在其上可加上排行，冠在名字之前，如雍正帝和乾隆帝在未登基前，稱四阿哥。